# Straffsystemet i Kina
Straffsystemet i Kina är mestadels sammansatt av ett administrativt interneringssystem och ett rättsligt fängelsesystem. Vid mitten av 2015 rapporterades det att 1 649 804 fångar i fångenskap hanterades av Justitieministeriet, vilket motsvarar en population på 118 per 100 000. Anläggningar som drivs av Ministeriet för allmän säkerhet hade 650 000 fångar år 2009, vilket kombinerat skulle ge en population på 164 per 100 000. Kina har även kvar dödsstraffet, där Högsta folkdomstolen har beslutsrätt, samt har ett system där man kan få uppskov från dödsstraffet om den dömde inte förövar ett annat stort brott inom två år medan denne är fängslad. Det pågår en diskussion som uppmanar till ökad användning av samhällssanktioner, och debatter pågår för att få Justitieministeriet att övervaka administrativa fångar samt hindra polisen från att ha för mycket makt.